# Себастиан Вунибалд фон Валдбург-Цайл
Себастиан Вунибалд фон Валдбург-Цайл (на немски: Sebastian Wunibald Graf von Waldburg-Zeil; * 31 януари 1636; † 15 юни 1700, Виена) е фрайхер на Валдбург, граф на Цайл в Марщетен, наследствен трушсес, господар на Вурцах, Марщетен, Алтмансхофен, Волфек и Валдзее, императорски таен съветник и президент на имперския дворцов съвет.

## Произход
Той е най-малкият син на фрайхер и граф Йохан Якоб I фон Валдбург-Цайл (1602 – 1674) и съпругата му графиня Йохана фон Волкенщайн-Тростбург († 1680), дъщеря на граф Кристоф Франц фон Волкенщайн-Тростбург (1567 – 1633) и графиня Мария фон Еберщайн в Ной-Еберщайн. Брат е на Йохан Фробен Игнац фон Валдбург-Цайл (1631 – 1693), домхер в Аугсбург (1649), Айхщет (1651), и на Паул Якоб фон Валдбург-Цайл (1624 – 1684), граф на Цайл, господар на Траухбург.

## Фамилия
Първи брак: на 24 януари 1673 г. с Мария Катарина Максимилиана фон Залм-Райфершайт (* 2 април 1651; † 22 март 1687, Франкфурт на Майн) , дъщеря на алтграф Ерих Адолф фон Залм-Райфершайт (1619 – 1673) и ландграфиня Магдалена фон Хесен-Касел (1611 – 1671), дъщеря на ландграф Мориц фон Хесен-Касел 'Учения' (1572 – 1632) и графиня Юлиана фон Насау-Диленбург (1587 – 1643). Те имат две деца:
- Ернст Якоб фон Валдбург-Цайл (* 28 октомври 1673; † 8 юни 1734), женен на 12 октомври 1702 г. във Виена за графиня Анна Луиза фон Валдбург-Волфег, наследствена имперска трушсес (* 13 септември 1679; † 25 март 1736, Виена)
- Леополд Йохан фон Валдбург-Цайл-Вурцах (* 28 декември 1674; † 5/11 май 1729, Аугсбург), домхер в Кьолн (1681 – 1703), каноник в „Св. Гереон“ в Кьолн (1682), домхер в Страсбург и Регенсбург (1688), в Аугсбург (1694)
- Йохан Вилхелм фон Валдбург-Цайл (* 1675; † млад ок. 1689)
- Луиза Мария фон Валдбург-Цайл (* 2 февруари 1677; † 1702), омъжена 1698 г. за маркиз Албертин ди Паризано
- Анна Бернхардина фон Валдбург-Цайл (* 1679; † млада)
- Сидония Елизабет фон Валдбург-Цайл (* 1682; † сл. 1716), монахиня в Бухау и (1696) в Есен, монахиня в „Св. Урсула“ в Кьолн (1707 – 1710), монахиня в Кьолн (1710)
- Мария Франциска фон Валдбург-Цайл (* 14 март 1683; † 13 февруари 1737), омъжена на 12 април 1706 г. във Виена за граф Карл Йозеф Франц Ксавер Антон фон Ламберг-Шпринценщайн (* 19 април 1686; † 13 април 1743)
- Карл Рупрехт фон Валдбург-Цайл (* 18 август 1685; † 27 октомври 1733, женен за графиня Мария Юлиана Йозефа Терезия фон Валдбург-Траухбург (1656 – 1737)
- Максимилиан Мария Антон Евзсебиус фон Валдбург-Цайл († 4 декември 1715)

Втори брак: на 2 февруари 1690 г. с фрайин Ева Мария Анна Констанция фон Ламберг (* 17 май 1659; † 13 март 1721), дъщеря на фрайхер Йохан Франц фон Ламберг-Ортенек-Отенщайн (1618 – 1666) и Мария Констанция фон Квестенберг (1624 – 1687). Бракът е бездетен.